# Hydrocotyle schlechteri
Hydrocotyle schlechteri är en växtart i släktet Hydrocotyle och familjen araliaväxter.
Arten är en helofyt som förekommer i norra Sydafrika. Den beskrevs av Hermann Wolff 1921.